# Mary Lamar
Mary Lamar Mahler (Madrid, 1923-Estados Unidos, 2 de enero de 2021) fue una actriz de cine española, que participó en veintiocho películas a lo largo de su carrera cinematográfica que abarcó desde la década de 1940 hasta el año 1960.

## Filmografía completa
- El ilustre Perea (1943)
- Ídolos (1943)
- Bambú (1945)
- El camino de Babel (1945)
- El destino se disculpa (1945)
- Estaba escrito (1945)
- La próxima vez que vivamos (1946)
- El traje de luces (1947)
- El alarido (1948)
- El santuario no se rinde (1949)
- Noventa minutos (1949)
- Don Juan (1950)
- El último caballo (1950)
- Flor de lago (1950)
- Gente sin importancia (1950)
- María Antonia La Caramba (1950)
- Catalina de Inglaterra (1951)
- Duda (1951)
- Quema el suelo (1951)
- Tropic Zone (1953)
- La vida en un bloc (1956)
- Saeta rubia (1956)
- Buenos días, amor (1957)
- El maestro (1957)
- Susana y yo (1957)
- Con la vida hicieron fuego (1959)
- Las de Caín (1959)
- Azafatas con permiso (1960)